# 10388 Zhuguangya
10388 Zhuguangya (1996 YH3) là một tiểu hành tinh nằm phía ngoài của vành đai chính được phát hiện ngày 25 tháng 12 năm 1996 bởi Chương trình tiểu hành tinh Bắc Kinh Schmidt CCD ở Xinglong.